# Schoonspringen op de Olympische Zomerspelen 2012 – driemeterplank mannen
Het schoonspringen op de driemeterplank voor mannen tijdens de Olympische Zomerspelen 2012 vond plaats op maandag 6 en dinsdag 7 augustus 2012.

## Uitslag
| Rang   | Naam                  | Land | Voorronde | Voorronde | Halve finale  | Halve finale  | Finale        | Finale        | Finale        | Finale        | Finale        | Finale        | Finale        | Finale        |
| Rang   | Naam                  | Land | Punten    | Rang      | Punten        | Rang          | 1             | 2             | 3             | 4             | 5             | 6             | Punten        | Rang          |
| ------ | --------------------- | ---- | --------- | --------- | ------------- | ------------- | ------------- | ------------- | ------------- | ------------- | ------------- | ------------- | ------------- | ------------- |
| Goud   | Ilja Zacharov         | RUS  | 507,65    | 1         | 505,60        | 2             | 85,00         | 91,00         | 89,25         | 86,70         | 99,45         | 104,50        | 555,90        | 1             |
| Zilver | Qin Kai               | CHN  | 451,60    | 11        | 500,35        | 3             | 81,00         | 86,70         | 96,25         | 91,80         | 96,90         | 89,10         | 541,75        | 2             |
| Brons  | He Chong              | CHN  | 500,90    | 2         | 510,15        | 1             | 72,00         | 81,60         | 89,25         | 85,00         | 98,80         | 97,50         | 524,15        | 3             |
| 4      | Patrick Hausding      | GER  | 477,15    | 4         | 485,55        | 6             | 76,50         | 75,95         | 87,75         | 76,50         | 94,50         | 94,35         | 505,55        | 4             |
| 5      | Troy Dumais           | USA  | 486,60    | 3         | 490,55        | 5             | 83,70         | 84,15         | 76,50         | 81,60         | 88,40         | 88,40         | 498,35        | 5             |
| 6      | Yahel Castillo        | MEX  | 475,25    | 5         | 499,65        | 4             | 86,70         | 85,00         | 95,00         | 89,25         | 72,00         | 64,75         | 492,70        | 6             |
| 7      | Ethan Warren          | AUS  | 441,50    | 15        | 456,85        | 11            | 72,00         | 68,20         | 91,20         | 86,70         | 89,25         | 81,60         | 488,95        | 7             |
| 8      | Illja Kvasja          | UKR  | 470,25    | 6         | 478,60        | 7             | 78,20         | 68,40         | 79,20         | 82,25         | 67,50         | 86,70         | 462,25        | 8             |
| 9      | Chris Mears           | GBR  | 436,05    | 18        | 461,00        | 9             | 72,00         | 58,50         | 74,25         | 78,20         | 56,10         | 100,70        | 439,75        | 9             |
| 10     | Yeoh Ken Nee          | MAS  | 452,60    | 10        | 441,65        | 12            | 79,05         | 78,20         | 49,50         | 79,20         | 76,50         | 75,00         | 437,45        | 10            |
| 11     | Alexandre Despatie    | CAN  | 458,55    | 9         | 472,80        | 8             | 72,00         | 80,85         | 81,00         | 83,30         | 74,10         | 22,10         | 413,35        | 11            |
| 12     | Javier Illana         | ESP  | 460,35    | 8         | 458,05        | 10            | 70,50         | 86,70         | 55,10         | 42,00         | 35,70         | 81,60         | 371,60        | 12            |
| 13     | François Imbeau-Dulac | CAN  | 449,30    | 12        | 440,20        | 13            | Uitgeschakeld | Uitgeschakeld | Uitgeschakeld | Uitgeschakeld | Uitgeschakeld | Uitgeschakeld | Uitgeschakeld | Uitgeschakeld |
| 14     | Jevgeni Koeznetsov    | RUS  | 440,95    | 16        | 437,70        | 14            | Uitgeschakeld | Uitgeschakeld | Uitgeschakeld | Uitgeschakeld | Uitgeschakeld | Uitgeschakeld | Uitgeschakeld | Uitgeschakeld |
| 15     | Matthieu Rosset       | FRA  | 445,15    | 13        | 422,50        | 15            | Uitgeschakeld | Uitgeschakeld | Uitgeschakeld | Uitgeschakeld | Uitgeschakeld | Uitgeschakeld | Uitgeschakeld | Uitgeschakeld |
| 16     | Oleksij Prygorov      | UKR  | 439,80    | 17        | 414,15        | 16            | Uitgeschakeld | Uitgeschakeld | Uitgeschakeld | Uitgeschakeld | Uitgeschakeld | Uitgeschakeld | Uitgeschakeld | Uitgeschakeld |
| 17     | César Castro          | BRA  | 441,90    | 14        | 388,40        | 17            | Uitgeschakeld | Uitgeschakeld | Uitgeschakeld | Uitgeschakeld | Uitgeschakeld | Uitgeschakeld | Uitgeschakeld | Uitgeschakeld |
| 18     | Chris Colwill         | USA  | 461,35    | 7         | 339,80        | 18            | Uitgeschakeld | Uitgeschakeld | Uitgeschakeld | Uitgeschakeld | Uitgeschakeld | Uitgeschakeld | Uitgeschakeld | Uitgeschakeld |
| 19     | Huang Qiang           | MAS  | 433,85    | 19        | Uitgeschakeld | Uitgeschakeld | Uitgeschakeld | Uitgeschakeld | Uitgeschakeld | Uitgeschakeld | Uitgeschakeld | Uitgeschakeld | Uitgeschakeld | Uitgeschakeld |
| 20     | Michele Benedetti     | ITA  | 433,05    | 20        | Uitgeschakeld | Uitgeschakeld | Uitgeschakeld | Uitgeschakeld | Uitgeschakeld | Uitgeschakeld | Uitgeschakeld | Uitgeschakeld | Uitgeschakeld | Uitgeschakeld |
| 21     | Sebastian Villa       | COL  | 414,90    | 21        | Uitgeschakeld | Uitgeschakeld | Uitgeschakeld | Uitgeschakeld | Uitgeschakeld | Uitgeschakeld | Uitgeschakeld | Uitgeschakeld | Uitgeschakeld | Uitgeschakeld |
| 22     | Damien Cely           | FRA  | 413,30    | 22        | Uitgeschakeld | Uitgeschakeld | Uitgeschakeld | Uitgeschakeld | Uitgeschakeld | Uitgeschakeld | Uitgeschakeld | Uitgeschakeld | Uitgeschakeld | Uitgeschakeld |
| 23     | Daniel Islas Arroyo   | MEX  | 410,60    | 23        | Uitgeschakeld | Uitgeschakeld | Uitgeschakeld | Uitgeschakeld | Uitgeschakeld | Uitgeschakeld | Uitgeschakeld | Uitgeschakeld | Uitgeschakeld | Uitgeschakeld |
| 24     | Tommaso Rinaldi       | ITA  | 400,00    | 24        | Uitgeschakeld | Uitgeschakeld | Uitgeschakeld | Uitgeschakeld | Uitgeschakeld | Uitgeschakeld | Uitgeschakeld | Uitgeschakeld | Uitgeschakeld | Uitgeschakeld |
| 25     | Robert Páez           | VEN  | 382,60    | 25        | Uitgeschakeld | Uitgeschakeld | Uitgeschakeld | Uitgeschakeld | Uitgeschakeld | Uitgeschakeld | Uitgeschakeld | Uitgeschakeld | Uitgeschakeld | Uitgeschakeld |
| 26     | Stefanos Paparounas   | GRE  | 366,10    | 26        | Uitgeschakeld | Uitgeschakeld | Uitgeschakeld | Uitgeschakeld | Uitgeschakeld | Uitgeschakeld | Uitgeschakeld | Uitgeschakeld | Uitgeschakeld | Uitgeschakeld |
| 27     | Jack Laugher          | GBR  | 330,00    | 27        | Uitgeschakeld | Uitgeschakeld | Uitgeschakeld | Uitgeschakeld | Uitgeschakeld | Uitgeschakeld | Uitgeschakeld | Uitgeschakeld | Uitgeschakeld | Uitgeschakeld |
| 28     | Edickson Contreras    | VEN  | 301,45    | 28        | Uitgeschakeld | Uitgeschakeld | Uitgeschakeld | Uitgeschakeld | Uitgeschakeld | Uitgeschakeld | Uitgeschakeld | Uitgeschakeld | Uitgeschakeld | Uitgeschakeld |
| –      | Stephan Feck          | GER  | Opgave*   | Opgave*   | Opgave*       | Opgave*       | Opgave*       | Opgave*       | Opgave*       | Opgave*       | Opgave*       | Opgave*       | Opgave*       | Opgave*       |

*Stephan Feck, kreeg 0,0 punten voor zijn tweede sprong nadat hij uitgleed op de plank en op zijn rug in het water terechtkwam, Hij kwam nog terug voor zijn derde sprong, maar liet zijn vierde, vijfde en sprong aan zich voorbijgaan